# Hermann Wagener (Verkehrswissenschaftler)
Hermann Wagener (* 4. Mai 1921 in Hannover; † 30. Januar 1994) war ein deutscher Ökonom und Verkehrswissenschaftler.

## Leben und Wirken
Wagener trat 1939 der NSDAP bei. 1946 wurde er Mitglied der SED. Wagener wurde 1954 an der Hochschule für Verkehrswesen (HfV) mit einer Arbeit über die besonderen Probleme der technischen Arbeitsnormung im Werkstättenteil der Bahnbetriebswerke promoviert. 1959 habilitierte er sich an der HfV mit einer ingenieurökonomischen Schrift zu Problemen der Arbeitsproduktivität im Eisenbahnwesen der DDR.
Hermann Wagener war Rektor der Hochschule für Verkehrswesen (HfV) in Dresden von 1968 bis 1973. 1971 wurde er mit der Ehrendoktorwürde der Technischen Universität Stettin geehrt.

## Schriften
- Über den Gegenstand der Ökonomik des Transport- und Nachrichtenwesens und ihre Stellung im System der Wirtschaftswissenschaften. Die Wirtschaft, Berlin 1953.
- Die besonderen Probleme der technischen Arbeitsnormung im Werkstättenteil der Bahnbetriebswerke. Die Wirtschaft, Berlin 1954.
- Studien zu Problemen der Arbeitsproduktivität im Eisenbahnwesen der DDR. Die Wirtschaft, Berlin 1959.
- Ökonomik der Arbeit im Transportwesen der DDR. Transpress, Berlin 1965.
- mit Gerhard Rehbein: Grundlagen der Ökonomik des Transport- und Nachrichtenwesens. 3. Auflage. Transpress, Berlin 1967.
- mit Gerhard Rehbein: Podstawy ekonomiki transportu i lacznosci. Komunikacji i lacznosci, Warschau 1967.
- Ökonomik der Arbeit im Transportwesen der DDR. 2. Auflage. Transpress, Berlin 1968.
- Ökonomie des Transports. Zwei Bände. Transpress, Berlin 1977.
- mit Günter Teßmann (Hrsg.): Transpress-Lexikon Transport. Transpress, Berlin 1981.